# Bandeira de Alderney

Bandeira governamental de Alderney

A Bandeira de Alderney, concedida em 20 de dezembro de 1993, é um dos símbolos dessa ilha do Canal da Mancha que pertence administrativamente ao bailiado de Guernsey.

## Características
Seu desenho consiste em um retângulo de proporção largura-comprimento de 1:2 de fundo branco. Sobre o fundo branco há uma Cruz de São Jorge vermelha e, na parte central da cruz há as figuras contidas no brasão inseridas em um circulo. As figura consistem em um leão coroado rampante amarelo-ouro voltado para a esquerda e segurando um ramo.